# Sitke
Sitke község Vas vármegyében, a Sárvári járásban.

## Fekvése
Sárvár keleti szomszédságában fekszik, a város központjától mintegy 8 kilométerre.

### Megközelítése
A településen végighúzódik, annak főutcájaként, kelet-nyugat irányban a Pápától Celldömölkön át Sárvárig vezető 834-es főút, ez a legfontosabb közúti megközelítési útvonala. Közigazgatási határszéleit emellett érinti még a 84-es főút és a 8451-es út is, de lakott részeit ezek elkerülik.
Lakott területeit vasútvonal sem érinti, a legközelebbi vasúti csatlakozási lehetőséget a Székesfehérvár–Szombathely-vasútvonal Nagysimonyi megállóhelye kínálja, Sitke központjától mintegy 4 kilométerre keletre.

## Története
A ma közel hétszáz lakosú települést 1946-ban Kissitke és Nagysitke egyesítésével hozták létre. Első okleveles említése Sitka néven 1251-ből való. A korai település a 15. században vált ketté, addig a Sitkei család birtoka volt.
Nagysitke 1426-ban jelent meg először írásban. 1337-ben említették Szent Lőrincnek szentelt templomát és azt, hogy 1427-ben vásáros hely volt. Pápa eleste után adót fizettek a töröknek, de 1567-ben és 1683-ban német zsoldosok raboltak a faluban. 1664-ben Sitkey György részét Esterházy Mihály vette meg. 1698-ban Esterházy Dániel Felsőbüki Nagy Istvánnak engedte át. A 16. században a Kisfaludy család is birtokos, sőt kastélyuk is volt Nagysitkén.
Kissitke létezéséről 1488-ból való az első biztos adat. Első ismert tulajdonosai a Sitkeiek voltak, akiknek kastélyát 1627-ben a király Nádasdy Pálnak adományozta. A század végén kissitkei részeket is kapott Felsőbüki Nagy István, aki családjával ideköltözött, 1718 után.
Mindkét falu határában évszázadok óta folytatnak szőlőművelést. A Hercseg-hegyen 1860 óta bányásztak bazaltot, az 1870-es években olasz kőfaragókat fogadtak.
1986-ban kezdődött a romos sitkei kápolna felújítása, amikor Balázs Fecó zeneszerző megszervezte a Sitkei Kápolna Kulturális Egyesületet, amelynek elnöke is lett. A művész koncerteket szervezett, amelyek bevételeiből elkezdődhetett a felújítás. A teljes rekonstrukció 1991-ben fejeződött be.

## Közélete

### Polgármesterei
- 1990–1994: Fessler Magdolna (független)[3]
- 1994–1998: Fessler Magdolna (független)[4]
- 1998–2002: Domján Lászlóné Kondics Mária (független)[5]
- 2002–2006: Domján Lászlóné (független)[6]
- 2006–2010: Morgós István (független)[7]
- 2010–2014: Morgós István (független)[8]
- 2014–2019: Morgós István (független)[9]
- 2019–2024: Morgós István (független)[10]
- 2024– : Morgós István (független)[1]

## Népesség
A település népességének változása:
| Lakosok száma | 673  | 674  | 675  | 716  | 703  | 711  | 690  |
|               | 2013 | 2014 | 2015 | 2021 | 2022 | 2023 | 2024 |

A 2011-es népszámlálás során a lakosok 91,9%-a magyarnak, 1,5% németnek, 0,3% cigánynak, 0,3% románnak mondta magát (7,8% nem nyilatkozott; a kettős identitások miatt a végösszeg nagyobb lehet 100%-nál). A vallási megoszlás a következő volt: római katolikus 63%, evangélikus 13%, református 3,1%, görögkatolikus 0,1%, felekezet nélküli 2,9% (17,4% nem nyilatkozott).
2022-ben a lakosság 89,3%-a vallotta magát magyarnak, 2% németnek, 0,3% románnak, 0,3% lengyelnek, 0,1% szlováknak, 2,4% egyéb, nem hazai nemzetiségűnek (9,8% nem nyilatkozott; a kettős identitások miatt a végösszeg nagyobb lehet 100%-nál). Vallásuk szerint 46,9% volt római katolikus, 9,1% evangélikus, 2,7% református, 0,3% görög katolikus, 0,3% egyéb keresztény, 2% egyéb katolikus, 3,4% felekezeten kívüli (35,1% nem válaszolt).

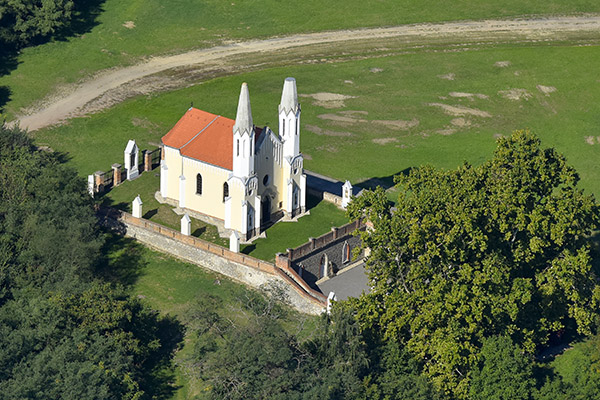
Templom légi felvételen, Sitke 2018
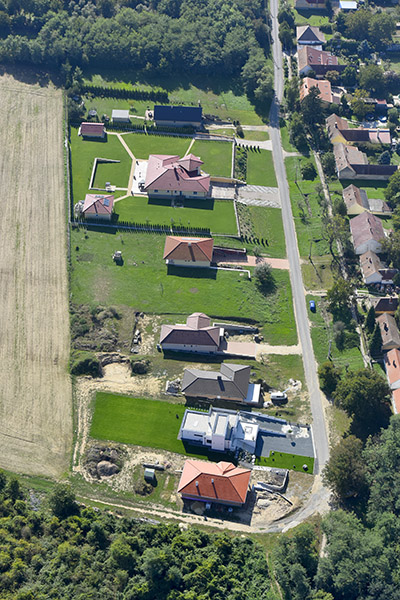
Sitke madártávlatból 2018
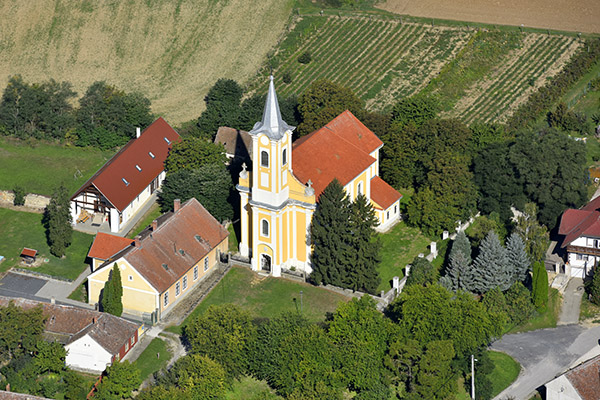
A sitkei templom a magasból 2018
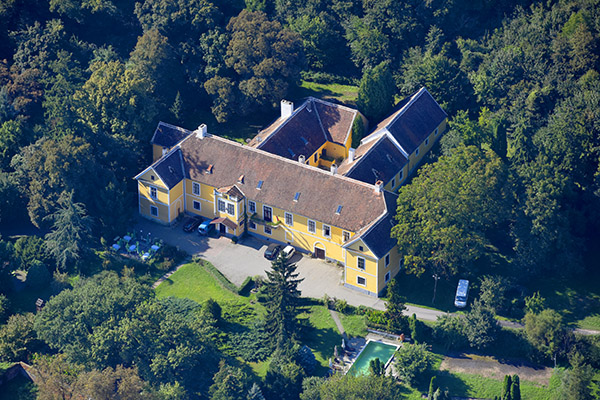
Sitke, Felső Büki Nagy-kastély 2018

## Nevezetességei

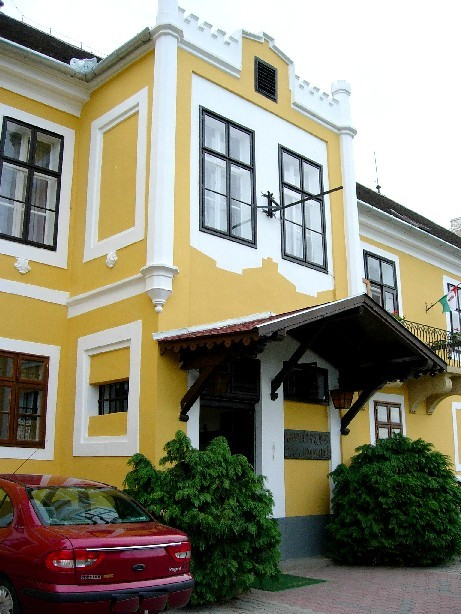
Felsőbüki-Nagy-kastély

- Kéttornyú műemlék kálváriakápolna (Kissitkén, a kastélyfogadó mellett), amelyet Felsőbüki Nagy Sándor építtetett 1871-ben, romantikus (historizáló neogót) stílusban. A kápolnadomb könnyűzenei fesztiválokról lett országosan ismert, az épület felújítását a bevételből támogatják.
- A kálváriához közeli Felsőbüki Nagy-kastély eredetileg erődítményszerű épület volt, magas bástyákkal körülvéve, amelyeket a 19. században bontottak le. 1730 körül készült barokk stílusban, Dorfmeister István festette ki ezt is. 1851-ben romantikus stílusban alakították át. Jellegzetessége, hogy igen nagy méretű pincét építettek hozzá. 1945 után iskola volt, ma fogadóként működik. Az előtte álló kőkeresztet Felsőbüki Nagy Franciska állíttatta, 1734-ben.
- Plébániatemplomát 1418-ban említik először, 1636-ban bővítették, 1698-ban már boltozott szentélyét említették. 1725-ben a katolikusok visszavették az evangélikusoktól.